# 内職
内職（ないしょく、独: Heimarbeit）とは、在宅で仕事を行い収入を得ること（委託）。
製造業者や問屋または請負業者（仲介人）から原材料や機械、器具などの提供を受けて、単独または家族の補助者とともに製造、加工を行うことによって加工賃を得ている家庭内労働
のなかの主要な形態をいう。在宅で仕事を行い収入を得ること（委託）。
厚生労働省の定義によると、「内職的家内労働者」とは、主婦や老人など世帯主以外の家族で、世帯主とは別に家計補助のため家事の合間に家内労働に従事する者をいい、「専業的家内労働者」（家内労働を世帯主が本業として行い、それによって生計を維持している者）および「副業的家内労働者」（ほかに本業を有する世帯主が単独で、あるいは家族とともに、本業の合間に家内労働を行う者）と区別している。

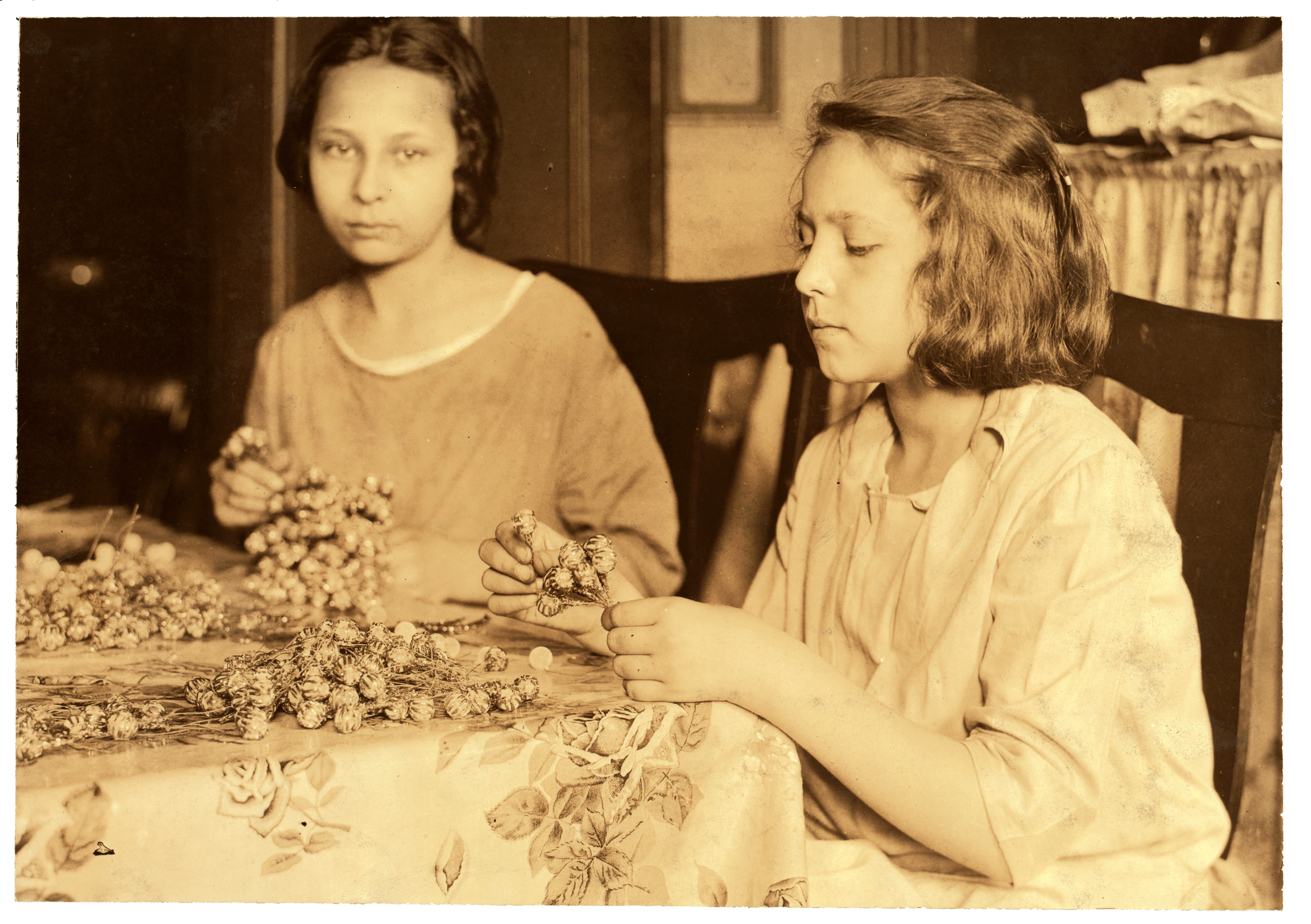
造花の内職をする女性(1924年)

役所や公共職業安定所・商工会議所等での募集で手加工等を伴う作業を在宅で行い、出来高個数に応じて契約報酬を受け取る賃仕事が本来の内職であるが、近年では、社会情勢や経済状況の変化によって働き方の多様化が進み、インターネットの普及に伴って、自身のウェブサイトに広告を載せることで報酬を得るアフィリエイトや、テレビ電話で接客する「ネットキャバクラ(チャットレディ)」等の事も内職と呼ばれる事もある。

## 内職とは

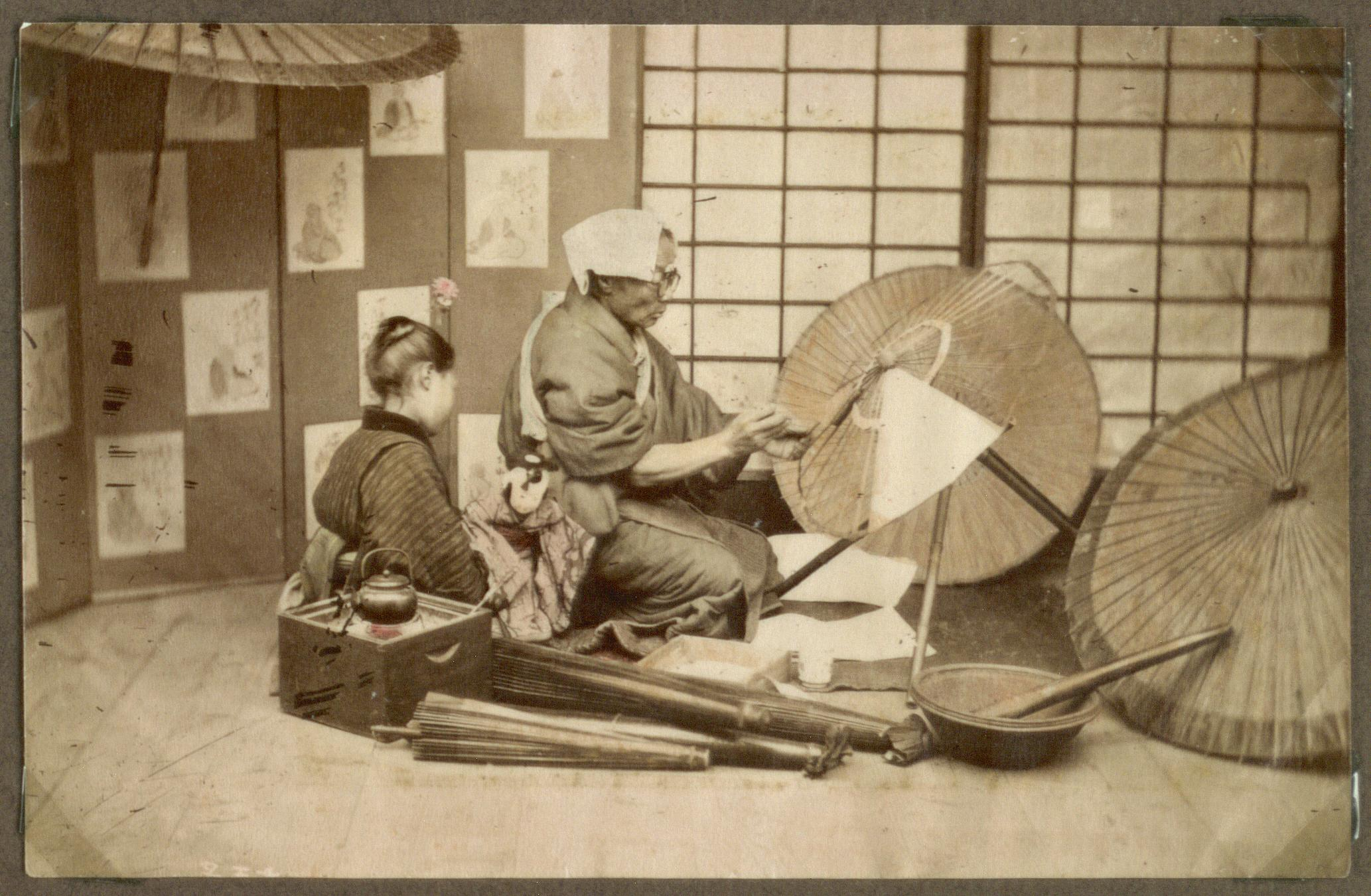
「傘貼りの仕事」（1860年代 ）

内職の始まりは、家内工業である。その起源は江戸時代の武士の副業としての内職とも言われる。横山源之助著『日本之下層社会』（1899）において、「巻煙草、マッチの箱張、ラムプの笠張、貿易品亀の子、足袋縫、鼻緒縫、編物、蝋燭の心巻き、団扇張などが貧民の内職」として描かれている。
現代では、内職といっても様々な種類があり、手加工を伴う内職本来の仕事から、悪徳な内職商法まで様々である。

## 内職の内容
内職本来の意味で言う、手加工を伴う内職は、紙を加工するものから、箱の組み立て、繊維、電気機器、雑貨、塩ビ系素材の組み立てなど様々である。
さらに、商品や郵便物の封入作業や、陳列ケースに並べる商品見本の製作も内職で行われている場合がある。
その他には、機械ではできない、機械加工後のバリ取りなどの最終整形作業が内職で行われることもある。
近年では、インターネットの普及に伴って、情報機器を仕様しての在宅勤務（設計・製図・デザイン、文書やデータの入力、ライター・翻訳、イラストレーター、ホームページ作成など）も目立ってきている。

## 内職の形態
まず、ひとつの加工あたりの単価を取り決める。次に、内職業者が内職をする者の自宅へ加工してほしい商材を配達し、期限になれば加工品を業者が集荷し、検品作業を経て合格品となる。
内職業者が配達する以外にも、内職をする者自身が商材を取りに行き、加工品も納品しに行く、という形態もある。

## その他の用法
生徒や学生が授業中にその授業と関係のない勉強などをすることを俗に「内職」と呼ぶ。内職の内容は、他の教科や宿題や受験勉強である。
ブラック企業においても完全出来高払いのことを「内職」と呼ぶこともある。この行為は労働基準法27条に違反している。